# ستيفنسون فالنتشين
ستيفنسون فالنتشين (من مواليد 7 فبراير 1977) هو سياسي برازيلي، وكذلك نقيب في الشرطة العسكرية البرازيلية. على الرغم من أنه ولد في أكري، فقد أمضى حياته السياسية ممثلاً لـ ريو غراندي دو نورتي، بعد أن شغل منصب عضو مجلس الشيوخ الفيدرالي منذ عام 2019.

## الحياة الشخصية
خدم فالنتشين في الشرطة العسكرية البرازيلية وحصل على رتبة نقيب. غالبًا ما يشار إليه في وسائل الإعلام باسم «الكابتن ستيفينسون».

## الحياة السياسية
تم انتخاب فالنتشين عضوًا في مجلس الشيوخ الفيدرالي في الانتخابات العامة البرازيلية لعام 2018. في عام 2019 تحول فالنتشين إلى حزب يمكننا.